# Église Sainte-Geneviève de Lindry
L'église Sainte-Geneviève de Lindry est une église située à Lindry, en France.

## Localisation
L'église est située dans le département français de l'Yonne, sur la commune de Lindry.

## Historique
L'édifice est inscrit au titre des monuments historiques en 2001.